# Midi Madagasikara
Midi Madagasikara – dziennik na Madagaskarze, wydawany od 1983 roku. Publikuje treści w językach francuskim i malgaskim.
Należy do głównych gazet kraju. Nakład wynosi ponad 25 tys. egzemplarzy (2004).